# Karim Oumnia
Karim Oumnia est un ingénieur et entrepreneur franco-algérien  
créateur des marques Baliston et  Glagla Shoes, des chaussures uniques et spécialisés portées par les stars et les sportifs[réf. souhaitée].

## Biographie
Il est fils de fonctionnaire, né en juillet 1967 à Alger dans une famille de huit enfants. Diplômé à l'École nationale polytechnique d'Alger en 1990, il intègre l’école des mines de Nancy et crée en 1994 « Explor » société spécialisée dans le développement de produits pour les grandes marques.
En parallèle il fonde la société « Baliston », qui présente en 1998 la chaussure de football la plus légère au monde (il a revendu Baliston en 2011 quand il a perdu le contrat avec ASNL).
En 2009 il crée la « Glagla Shoes », l'unique[réf. nécessaire] chaussure ventilée au monde avec en plus d'être très légère et lavable en machine.